# Trofeo Ciudad de San Sebastián
El Trofeo Ciudad de San Sebastián (España), fue un Torneo amistoso de fútbol disputado entre los años 1966 y 1970, organizado por el Ayuntamiento de San Sebastián y la Real Sociedad. El Torneo tuvo una corta duración, pero contó con la presencia de grandes equipos como Boca Juniors,Budapest Honvéd FC , Chelsea FC o Athletic Club entre otros.
Los partidos se jugaron en el antiguo Estadio de Atocha.

## Finales
| Año  | Edición | Campeón            | Resultado  | Subcampeón              | Tercero                      | Resultado | Cuarto        |
| ---- | ------- | ------------------ | ---------- | ----------------------- | ---------------------------- | --------- | ------------- |
| 1966 | I       | CA Boca Juniors    | 3-1        | Athletic Club           | FC des Girondins de Bordeaux | 1-0       | Real Sociedad |
| 1967 | II      | Real Sociedad      | triangular | Chelsea FC              | CA Independiente             | -         | -             |
| 1968 | III     | Athletic Club      | triangular | CA Huracán              | Real Sociedad                | -         | -             |
| 1969 | IV      | GNK Dinamo Zagreb  | triangular | Athletic Club           | Real Sociedad                | -         | -             |
| 1970 | V       | Budapest Honvéd FC | triangular | Sporting Clube Portugal | Real Sociedad                | -         | -             |

## Palmarés
| Club               | Títulos | Años |
| ------------------ | ------- | ---- |
| CA Boca Juniors    | 1       | 1966 |
| Real Sociedad      | 1       | 1967 |
| Athletic Club      | 1       | 1968 |
| GNK Dinamo Zagreb  | 1       | 1969 |
| Budapest Honvéd FC | 1       | 1967 |